# 고려항공의 운항 노선

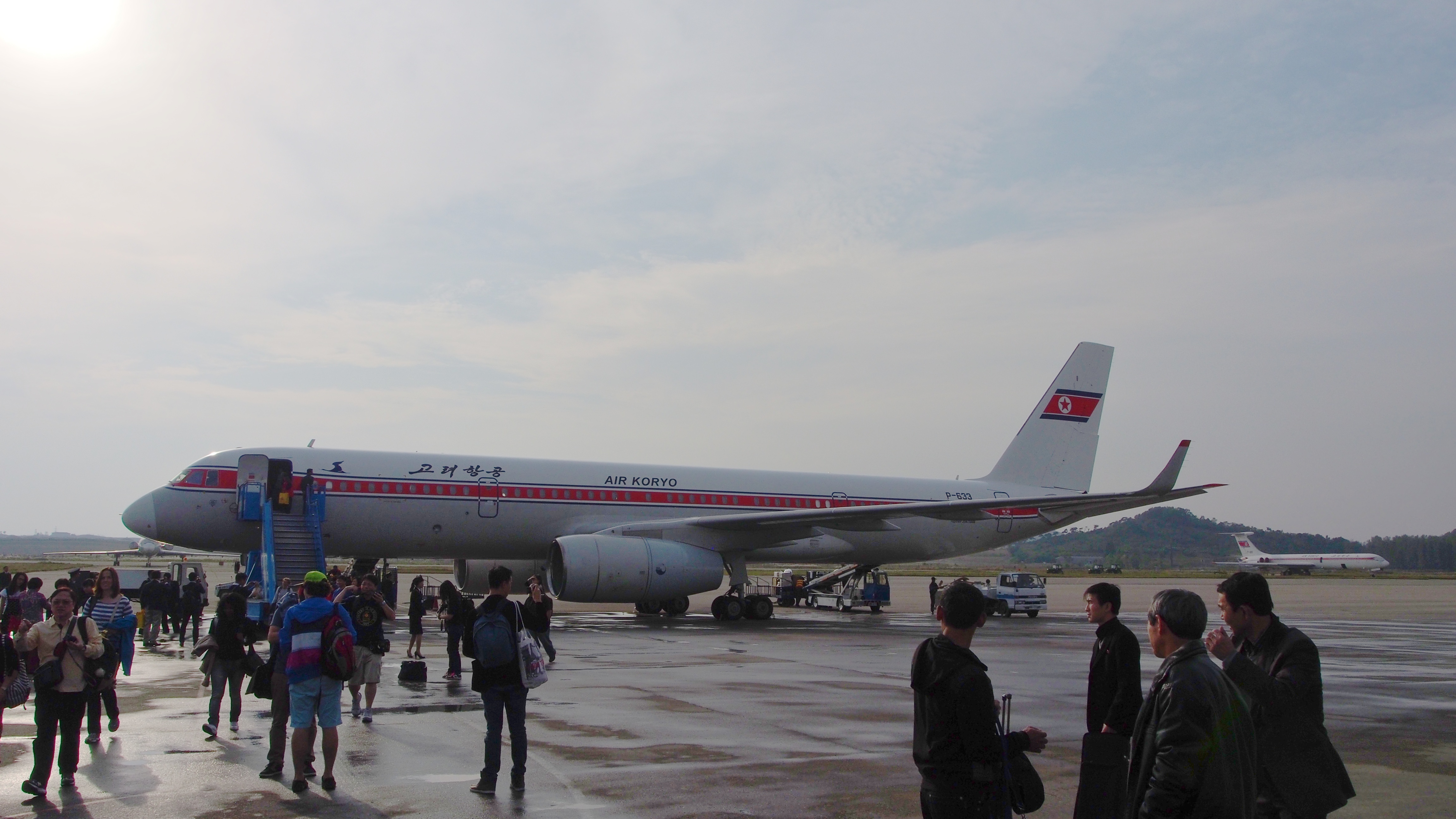

고려항공은 다음과 같은 노선들을 운항하고 있다.

## 역사
고려항공은 조선민용항공국 소속으로 운용되는 북한의 플래그 캐리어 항공사이자 유일한 항공사로 고려항공의 기원은 청진공항을 경유하는 평양-블라디보스토크 노선의 소련 정부와의 출자로 설립된 소련-조선항공이 그 시작이었고 그 후 치타 노선 도중 중국 베이징과 만주 지역의 도시인 선양, 하얼빈, 치치하얼, 하이라얼을 경유하게 되면서 더 많은 노선이 생겨나기 시작했다.
그리고 1955년 9월 21일 6.25 전쟁 이후 이름을 조선민항으로 바꾼 뒤 점차 노선을 확장했고 1958년까지는 청진 노선을 정기적으로 운행했으나 실적 부진이 겹치면서 잠정적으로 국내선 노선이 중단되었다.
이후 1975년부터는 제트기인 투폴레프 Tu-154를 투입하여 동베를린, 모스크바, 소피아 등의 동유럽 친소 국가들의 노선에 투입되었으며 1992년 3월 냉전 시대가 끝나면서 이름을 '고려항공'으로 바꾼 뒤 화물노선 운항도 시작했다.
2006년 8월 15일 베이징발 평양행 비행기가 평양 순안 국제공항에서 오버런을 하는 사고를 냈으며 이 사고 이후 오래된 소련제 기체만 존재하는 걸 인지한 유럽 연합은 고려항공이 유럽 내에 취항을 못하도록 차단 조치를 내렸다. 
유럽 연합의 조치 이후 유럽 노선이 끊겼으나 2007년 12월 북한 당국은 최신예 기체였던 투폴레프 Tu-204 기체를 2대 수입했고 2010년에 이 두 대에 한해서만 유럽 연합에 취항할 수 있게끔 변경되었다.
2008년 3월 중국국제항공이 중국남방항공의 뒤를 이어받아 취항하면서 러시아의 국영항공사인 아에로플로트 다음으로 코드셰어를 받았고 2011년부터는 다각도적인 노선을 모색해 4월엔 쿠알라룸푸르 노선과 쿠웨이트 노선을 개설했으나 쿠웨이트 노선은 북한 인민들의 아랍의 봄 소식을 전파할 것에 대한 위험성으로 6개월만에 끊겼다가 2014년 3월에 재개되었다.
쿠알라룸푸르 노선은 2014년 6월 8일 비행 이후 실질적으로 재개되지 않다가 2017년 해당 공항에서 발생한 김정남 사망 사건으로 인해 말레이시아 정부의 대사관 추방 조치 후 전면 폐쇄되었으며 쿠웨이트 노선과 몽골 노선도 2016년 10월 쿠웨이트와 몽골 정부의 대북제재 참여로 전면 폐쇄되었다.
2017년에는 4월에 방콕 노선이, 7월엔 당초 쿠웨이트 경유 목적으로만 신설된 이슬라마바드 노선이 금지되었으며 착륙 가능 국가도 중국, 러시아로 한정되었으나 2019년 8월 2일 13년만에 마카오행 노선을 재개하기도 했다.
그러나 2020년 1월 24일부로 코로나19 범유행으로 인해 모든 노선이 중단되었고 2023년 8월 22일 베이징과 블라디보스토크 노선을 재개했으나 결항이 잦은데다가 이마저도 언제 다시 취항이 금지될지는 미지수인 형세이다.

## 현재 운항 노선

### 아시아
북한
- 평양 - 평양 순안 국제공항 (허브)
- 청진 - 어랑비행장 (부정기)
- 삼지연 - 삼지연비행장 (부정기)

 중국
- 베이징 - 베이징 수도 국제공항
- 선양 - 선양 타오셴 국제공항

### 유럽
러시아
- 블라디보스토크 - 블라디보스토크 국제공항

## 과거 취항지

### 아시아
북한
- 함흥 - 선덕비행장
- 원산 - 갈마비행장

 중국
- 다롄 - 다롄 저우수이쯔 국제공항
- 상하이 - 상하이 푸둥 국제공항
- 단둥 - 단둥 랑터우 공항
- 하얼빈 - 하얼빈 타이핑 국제공항
- 하이라얼 - 후룬베이얼 하이라얼 공항

 일본
- 니가타 - 니가타 공항
- 나고야 - 나고야 비행장

 말레이시아
- 쿠알라룸푸르 - 쿠알라룸푸르 국제공항

 태국
- 방콕 - 수완나품 공항

 쿠웨이트
- 쿠웨이트 시티 - 쿠웨이트 국제공항
(초기에는 이슬라마바드 경유, 제재 이후엔 우루무치 경유)

 마카오
- 마카오 국제공항

### 유럽
독일
- 베를린 - 베를린 쇠네펠트 공항

 스위스
- 취리히 - 취리히 국제공항

 불가리아
- 소피아 - 소피아 공항

 러시아
- 모스크바 - 셰레메티예보 국제공항
- 노보시비르스크 - 톨마쵸보 국제공항
- 이르쿠츠크 - 이르쿠츠크 국제공항
- 치타 - 카달라 국제공항
- 하바롭스크 - 하바롭스크 공항

 세르비아
- 베오그라드 - 니콜라 테슬라 국제공항

 체코
- 프라하 - 프라하 루지네 국제공항

 폴란드
- 폴란드 - 바르샤바 프레드릭 쇼팽 국제공항

 헝가리
- 부다페스트 - 부다페스트 페리헤지 국제공항